# .cz
.cz (англ. Czech Republic) — национальный домен верхнего уровня (ccTLD) для Чешской Республики. Администрируется негосударственной членской организацией CZ.NIC. Регистрации осуществляются через аккредитованных регистраторов.
До распада Чехословакии в 1993 году бывшая Чехословакия использовала домен .cs. Позже для Чехии был делегирован домен .cz, и .sk для Словакии.
Максимальная допустимая длина доменного имени ограничена 63 символами, среди которых могут быть буквы латиницы и цифра, а также дефис (-). При этом дефис не может стоять первым или последним символом, а также не может идти подряд после другого дефиса. На 2015 год существовало только 4 домена максимальной длины из 63 символов.

## История
Домен .cz был запущен в январе 1993 года после распада Чехословакии.
В 2009 году вступило в силу новое законодательство Европейского Союза, позволив использовать диакритические знаки в домене .eu. Чешские потребители наиболее заинтересовались новыми доменами, на втором месте немцы, и французы на третьем. Домен .cz, управляемый ассоциацией CZ.NIC, продолжил предоставлять регистрацию доменов, содержащих только стандартные символы, ссылаясь на незначительный спрос на домены с национальными символами и понижение доступности к ним за рубежом.
В 2012 году количество зарегистрированных доменов превысило один миллион. Таким образом, Чешская республика стала 12-й страной Евросоюза, превысившая порог в один миллион зарегистрированных доменов.